# Зависимость Талли — Фишера

Зависимость Талли — Фишера для спиральных и линзовидных галактик

Зависимость Талли — Фишера (англ. Tully–Fisher relation) — это эмпирически полученное соотношение, связывающее массу или собственную светимость спиральной галактики и скорость её вращения или ширину линий излучения в её спектре. Впервые была опубликована в 1977 году Ричардом Талли и Джеймсом Фишером. Светимость галактики определяется по данным о видимой звёздной величине и расстоянии до галактики, ширина спектральных линий измеряется методами спектроскопии с длинной щелью.
Существуют различные варианты данной зависимости. Талли и Фишер рассматривали светимость в оптическом диапазоне спектра, однако последующие исследования показали, что зависимость является более тесной для микроволнового (K-диапазон) и инфракрасного диапазонов спектра, по наблюдениям в которых получают оценки массы звёздной составляющей галактик. Связь светимости и максимальной скорости вращения имеет вид:
{\displaystyle L\sim (v_{\text{max}})^{\beta },}
причём показатель степени {\displaystyle \beta } зависит от диапазона излучения:
- {\displaystyle \beta =3{,}0} для излучения в полосе B (λ = 400 нм),
- {\displaystyle \beta =3{,}2} для излучения в полосе I (λ = 800 нм),
- {\displaystyle \beta =4{,}2} для излучения в полосе H (λ = 1200 нм).

Более тесной зависимость становится при рассмотрении полной барионной массы галактики вместо светимости. Подобный вид зависимости называется барионным соотношением (зависимостью) Талли — Фишера, в соответствии с которым полная барионная масса галактики пропорциональна скорости вращения в степени 3,5—4.
Данная зависимость может быть использована для определения расстояния до спиральных галактик, поскольку позволяет оценить светимость (и абсолютную звёздную величину) галактики на основе данных о ширине линий в спектре. Затем расстояние можно определить путём сопоставления абсолютной и видимой звёздных величин. Следовательно, зависимость Талли — Фишера является частью шкалы расстояний в астрономии.
В рамках парадигмы тёмной материи скорость вращения галактики (и, следовательно, ширина спектральных линий) во многом определяется массой гало тёмной материи, в которое погружена галактика, вследствие чего зависимость Талли — Фишера в том числе показывает связь массы видимой и тёмной материи. В рамках модифицированной ньютоновской динамики (MOND) барионное соотношение Талли — Фишера с показателем степени, в точности равным 4, является прямым следствием закона для гравитационной силы, справедливого при малых ускорениях. Зависимость Талли-Фишера может быть получена и в рамках классической теории гравитации без привлечения темной материи, если сделать предположение, что спиральные галактики зародились вокруг сверхмассивных черных дыр. 
Для линзовидных галактик соотношение также выполняется, но при равных массах (или светимостях) линзовидные галактики вращаются быстрее спиральных. Аналогом данной зависимости для эллиптических галактик является соотношение Фабер — Джексона.